# Multimedia und Recht
Multimedia und Recht (abgekürzt: MMR) ist eine juristische Fachzeitschrift, in der Aufsätze zum Informations-, Telekommunikations- und Medienrecht veröffentlicht werden.
Die Herausgeber sind Astrid Auer-Reinsdorff, Nikolaus Forgó, Sybille Gierschmann, Christian-Henner Hentsch, Thomas Hoeren, Bernd Holznagel, Christine Kahlen, Dennis-Kenji Kipker, Wolfgang Kopf, Marc Liesching, Reto Mantz, Alexander Roßnagel, Raimund Schütz, Louisa Specht-Riemenschneider, Axel Spies und Gerald Spindler.
Die Zeitschrift wurde 1998 gegründet und erscheint monatlich im Verlag C. H. Beck in München.